# Vratsa Peak
Vratsa Peak är en bergstopp i Antarktis. Den ligger i Sydshetlandsöarna. Argentina, Chile och Storbritannien gör anspråk på området. Toppen på Vratsa Peak är 51 meter över havet.
Terrängen runt Vratsa Peak är kuperad åt nordväst, men söderut är den platt. Havet är nära Vratsa Peak åt sydost. Trakten är glest befolkad. Närmaste befolkade plats är Maldonado Station, 11,6 kilometer nordväst om Vratsa Peak. 